# WTA Brasil Open
A WTA Brasil Open (hivatalos nevén Brasil Tennis Cup) 2013–2016 között évente megrendezett női tenisztorna Florianópolisban, Brazília Santa Catarina államának fővárosában. A verseny International kategóriájú, összdíjazása 250 000 dollár volt. Az egyéni főtáblán harminckét játékos szerepelt. A mérkőzéseket kemény borítású pályákon játszották.
Első alkalommal 2013-ban rendezték meg, amelyen a román Monica Niculescu nyert.

## Döntők

### Egyéni
| Év   | Győztes            | Ellenfél a döntőben | Eredmény a döntőben |
| ---- | ------------------ | ------------------- | ------------------- |
| 2016 | Irina-Camelia Begu | Babos Tímea         | 2–6, 6–4, 6–3       |
| 2015 | Teliana Pereira    | Annika Beck         | 6–4, 4–6, 6–1       |
| 2014 | Klára Zakopalová   | Garbiñe Muguruza    | 4–6, 7–5, 6–0       |
| 2013 | Monica Niculescu   | Olga Pucskova       | 6–2, 4–6, 6–4       |

### Páros
| Év   | Győztesek                                  | Ellenfelek a döntőben                     | Eredmény a döntőben |
| ---- | ------------------------------------------ | ----------------------------------------- | ------------------- |
| 2016 | Ljudmila Kicsenok Nagyija Kicsenok         | Babos Tímea Jani Réka Luca                | 6–3, 6–1            |
| 2015 | Annika Beck Laura Siegemund                | Maria Irigoyen Paola Kania                | 6–3, 7–6(1)         |
| 2014 | Anabel Medina Garrigues Jaroszlava Svedova | Francesca Schiavone Silvia Sorel Espinosa | 7–6(1), 2–6, [10–3] |
| 2013 | Anabel Medina Garrigues Jaroszlava Svedova | Valerija Szavinüh Anne Keothavong         | 6–0, 6–4            |